# Navahondilla (kommunhuvudort)
Navahondilla är en kommunhuvudort i Spanien. Den ligger i provinsen Provincia de Ávila och regionen Kastilien och Leon, i den centrala delen av landet, 70 km väster om huvudstaden Madrid. Navahondilla ligger 710 meter över havet och antalet invånare är 211.
Terrängen runt Navahondilla är huvudsakligen kuperad, men västerut är den bergig.Runt Navahondilla är det glesbefolkat, med 14 invånare per kvadratkilometer. Närmaste större samhälle är San Martín de Valdeiglesias, 9,3 km öster om Navahondilla.